# Поединок в Диггстауне
«Поеди́нок в Диггста́уне» (англ. Diggstown) — фильм-драма американского режиссёра Майкла Ритчи о боксе, снятый в 1992 году. В главных ролях снимались Джеймс Вудс, Луис Госсет (младший) и Брюс Дерн. Премьера фильма состоялась 14 августа 1992 года.

## Сюжет
Освободившийся заключённый (Габриэль Кейн) вместе со своим напарником (Фитц) заключают пари на исход серии боксёрских поединков, в которой должен выступать его друг — бывший профессиональный боксёр (Рой Палмер). По условиям пари боксёр (Рой Палмер) должен последовательно победить десять противников за 24 часа.

## В ролях
| Актёр                 | Роль            |
| --------------------- | --------------- |
| Джеймс Вудс           | Габриэль Кейн   |
| Луис Госсет (младший) | Рой Палмер      |
| Брюс Дерн             | Джон Гиллон     |
| Оливер Платт          | Фитц            |
| Хизер Грэм            | Эмили Форрестер |
| Джеймс Кэвизел        | Билли Харгроув  |
| Рэндалл Кобб          | Вольф Форрестер |
| Бенни Уркидес         | рефери          |